# Kenshi Nagai
Kenshi Nagai (in giapponese: 永井建子, Nagai Kenshi; Hiroshima, 17 ottobre 1865 – Hiroshima, 13 marzo 1940) è stato un militare e compositore giapponese.

## Biografia
Nagai si unì ad una banda militare nel 1878. Studiò musica militare insieme a Charles Leroux e nel 1880 si qualificò come maestro di banda e istruttore militare. Nel 1891 fu promosso capobanda militare. Nel 1894 fu trasferito al quartier generale della Seconda Armata giapponese. Fu schierato durante la prima guerra sino-giapponese e prese parte alla battaglia di Weihaiwei nel 1895. Durante questo periodo fu creata anche la sua opera più nota Yuki no Shingun, o la marcia sulla neve. Nel 1903 poté studiare in Francia e nel 1904, al suo ritorno, divenne maestro di banda presso la "Scuola dell'Esercito di Toyama". Nel 1905 tenne un concerto per la prima volta in una sala da concerto all'interno del "Parco Hibiya" a Tokyo. Nel 1910 poté viaggiare con una banda militare ad una mostra in Inghilterra e successivamente fece una tournée di concerti. Si ritirò nel settembre 1915, ma divenne direttore del Teatro Reale. Dopo il terremoto del Kanto del 1923, si trasferì nella propria città natia, nel quartiere di Nishi-ku. Come compositore scrisse molte marce ma anche canzoni patriottiche per le università.